# Frederick Stephens
Frederick Stephens, britanski general, * 1906, † 1967.